# Association tunisienne des étudiants en pharmacie
Pour les articles homonymes, voir ATEP.
 (août 2018).
L'Association tunisienne des étudiants en pharmacie (ATEP) est une association à but non lucratif tunisienne autorisée par la licence no 118 du 15 janvier 1985. Elle est basée à la faculté de pharmacie de Monastir.
L'ATEP est membre de la Fédération internationale des étudiants en pharmacie (IPSF), une organisation agissant sous la tutelle de la Fédération internationale pharmaceutique. En 2010-2011, l'ATEP est récompensée par le Prix Otto-Föcking de l'IPSF pour la meilleure performance d'un nouveau membre.
L'ATEP compte plus de 600 adhérents et déploie ses activités dans divers domaines.

## Comités
L'ATEP compte sept comités qui sont représentés chacun par une couleur dans son logo, :
- Comité nature : Dévoué à l'embellissement et la préservation des espaces verts de la faculté, ce comité milite aussi pour la réinstauration du jardin botanique au sein de la faculté de pharmacie ; il regroupe les férus de pharmacognosie et de phytothérapie mais aussi les amoureux de la nature.
- Comité sport : Ce comité compte plusieurs équipes de volley-ball, de football et de natation ; des tournois dans ces différentes disciplines sont organisés durant l'année.
- Comité de développement professionnel : Ce comité organise des formations hebdomadaires ou mensuelles en vue d'aider les étudiants à améliorer et acquérir des compétences de leadership, de gestion du temps, de gestion de projets, etc.
- Comité de santé publique : Ce comité a pour but de réaliser des campagnes de sensibilisation sur les maladies touchant la santé publique ainsi que des formations pour permettre aux adhérents d'acquérir des compétences d'éducateurs de la santé.
- Comité humanitaire : Ce comité organise des collectes et des campagnes au profit des plus nécessiteux, en plus de l'organisation d'évènements et de campagnes pour la sensibilisation au respect des droits de l'homme.
- Comité de la culture : Ce comité a pour mission d'entretenir une vie culturelle riche au sein de la faculté et comprend plusieurs clubs (théâtre, danse et musique) et un cercle de lecture.
- Comité loisirs : Ce comité est destiné à l'organisation de voyages, d'excursions et de fêtes.

## Événements

### Pharmarathon
Le « pharmarathon » est un marathon organisé pour la première fois le 24 octobre 2010, sous le slogan « Le défi des 1 000 étudiants », et pour la deuxième fois le 8 mars 2016 sous le slogan « Marche pour la paix ». Destiné aux étudiants de la région du Sahel, une partie des revenus engendrés est reversée à l'Association tunisienne des malades de la sclérose en plaques. Deux courses sont prévues : neuf kilomètres pour les garçons et cinq pour les filles.
Pour la troisième fois en mars 2018, l'ATEP organise le « pharmarathon » sous le slogan Running Take You Higher Than Drugs pour sensibiliser aux mauvais usages des substances toxiques.

### Congrès national de l'étudiant en pharmacie
L'ATEP organise le sixième Congrès national de l'étudiant en pharmacie, du 14 au 16 octobre 2011 au Port El-Kantaoui. Parmi les intervenants figure le professeur Amor Toumi, ancien directeur de la pharmacie et du médicament et du Laboratoire national de contrôle des médicaments, conseiller auprès de l'OMS à Genève, qui donne une conférence sur la contrefaçon des médicaments ; Mehdi Dridi, assistant hospitalo-universitaire, donne une conférence sur les nouveaux médicaments anticoagulants par voie orale.
L'ATEP organise également le douzième congrès, du 20 au 22 octobre 2017 à Hammamet. Parmi les intervenants figurent Fathi Krid, président fondateur de l'ATEP et Léa Corsia, vice-présidente de l'Association des pharmaciens humanitaires.